# Chascanum
Chascanum, biljni rod iz porodice sporiševki (Verbenaceae) smješten u tribus Duranteae. Pripada mu 32 vrste rasprostranjenih uglavnom po tropskoj i južnoj Africi, te nekoliko na Arapskom poluotoku, Pakistanu i Indiji Tipična je vrsta Chascanum cernuum sitnolisna zeljasta trajnica veći dio godine prekrivena bjelkastim cvjetovima. 

## Etimologija
Ime roda Chascanum dolazi od chascanon, imena koje je u prvom stoljeću nove ere koristio Dioskorid, grčki liječnik za vrstu Xanthium strumarium (obična dikica ili “cockle burr”).

## Opis
Rod je opisan u Commentariorum de Plantis Africae Australioris 275. 1837[1838].  To je zeljasto bilje ili grmlje. Listovi nasuprotni, razdvojeni, jednostavni, režnjeviti ili perasto razdijeljeni. Cvjetovi u dugim vršnim klasovima ili kraćim gronjama. Čaška cjevasta, uočljiva. Vjenčić bijel ili žućkast, u obično u obliku lijevka. Prašnici 4. Plod šizokarp, zatvoren unutar postojane čaške; merikarpa 2, na vanjskoj površini rebrasta, 1-sjemena, odvajaju se ili ostaju međusobno spojena.

## Vrste
1. Chascanum adenostachyum (Schauer) Moldenke
2. Chascanum angolense Moldenke
3. Chascanum caespitosum (H.Pearson) Moldenke
4. Chascanum cernuum (L.) E.Mey.
5. Chascanum cuneifolium (L.f.) E.Mey.
6. Chascanum elburense Thulin
7. Chascanum garipense E.Mey.
8. Chascanum gillettii Moldenke
9. Chascanum glandulosum Thulin
10. Chascanum hanningtonii (Oliv.) Moldenke
11. Chascanum hederaceum (Sond.) Moldenke
12. Chascanum hildebrandtii (Vatke) J.B.Gillett
13. Chascanum humbertii Moldenke
14. Chascanum hyderabadense (Walp.) Moldenke
15. Chascanum incisum (H.Pearson) Moldenke
16. Chascanum insulare Moldenke
17. Chascanum integrifolium (H.Pearson) Moldenke
18. Chascanum krookii (Gürke) Moldenke
19. Chascanum laetum Fenzl ex Walp.
20. Chascanum latifolium (Harv.) Moldenke
21. Chascanum marrubiifolium Fenzl ex Walp.
22. Chascanum mixtum Thulin
23. Chascanum moldenkei (J.B.Gillett) Sebsebe & Verdc.
24. Chascanum namaquanum (Bolus ex H.Pearson) Moldenke
25. Chascanum obovatum Sebsebe
26. Chascanum pinnatifidum (L.f.) E.Mey.
27. Chascanum pumilum E.Mey.
28. Chascanum rariflorum (A.Terracc.) Moldenke
29. Chascanum schlechteri (Gürke) Moldenke
30. Chascanum sessilifolium (Vatke) Moldenke
31. Chascanum sulcatum Sebsebe
32. Chascanum yemenense Sebsebe